# SSSE3
Supplemental Streaming SIMD Extension 3 son una mejora menor de las extensiones SSE3 ya introducidas anteriormente en la línea Prescott, fue presentada en los procesadores Intel Core 2 Duo y Xeon. Fueron agregadas 32 nuevas instrucciones con el fin de mejorar la velocidad de ejecución.

## CPUs con SSSE3
- De AMD:
  - Bobcat
  - Bulldozer
  -  Zen

- De Intel:
  - Xeon 5100 Series
  - Xeon 5300 Series
  - Xeon 3000 Series
  - Core 2 Duo
  - Core 2 Extreme
  - Core 2 Quad
  - Core i7
  - Core i5
  -  Core i3
  - Pentium Dual Core
  - Celeron 4xx Sequence Conroe-L
  - Celeron Dual Core Exxx Series
  - Celeron M 500 series
  - Atom

- De VIA:
  - Nano